# Opération Chopper
Guerre du Viêt Nam
Batailles
L'opération Chopper se déroule le 12 janvier 1962 lors de la guerre du Viêt Nam et marque la première intervention des forces armées des États-Unis dans des combats majeurs de cette guerre.

## Contexte
En décembre 1961, l'USS Core (T-AKV-41) accoste à Saïgon avec 82 hélicoptères Piasecki H-21 de l'United States Army. L'opération Chopper commence un peu plus de 12 jours plus tard.

## Opération
Les hélicoptères américains transportent plus de 1 000 parachutistes de l'armée de la République du Vietnam pour un assaut sur un bastion présumé du Viet-Cong à 16 km à l'ouest de Saïgon. Les membres du Viet-Cong sont surpris et solidement vaincus, mais ils acquièrent une précieuse expérience de combat qu'ils mettront par la suite à profit contre les troupes américaines. Les parachutistes capturent également un émetteur radio souterrain.

## Conséquences
Cette opération inaugure une nouvelle ère de mobilité aérienne pour l'armée américaine, dont le concept se développe lentement depuis la création de douze bataillons d'hélicoptères en 1952 lors de la guerre de Corée. Au cours et à la suite de la guerre du Viêt Nam, ces nouveaux bataillons sont amenés à former une cavalerie moderne (en) pour l'US Army.